# 協同組織金融機関
協同組織金融機関（きょうどうそしききんゆうきかん）とは、日本において、協同組織（協同組合またはこれに類似する組織）形態の預貯金取扱金融機関を指す。

## 優先出資法上の定義
協同組織金融機関の優先出資に関する法律（優先出資法）の定義によれば、「協同組織金融機関」は次に掲げる者である。なお、この定義は他の法令においても引用されることがある。
1. 農林中央金庫
2. 信用協同組合及び信用協同組合連合会
3. 信用金庫及び信用金庫連合会
4. 労働金庫及び労働金庫連合会
5. 農業協同組合及び農業協同組合連合会（いずれも信用事業を行うものに限る。）
6. 漁業協同組合、漁業協同組合連合会、水産加工業協同組合及び水産加工業協同組合連合会（いずれも信用事業を行うものに限る。）

なお、2008年9月まで商工組合中央金庫も協同組織金融機関の1つであったが、同年10月に協同組織から株式会社への転換により協同組織金融機関ではなくなった。